# Лобанов, Иван Петрович
Иван Петрович Лобанов (21 июля (2) августа 1891 год — 12 апреля 1969, Калинин) — советский театральный актёр, народный артист РСФСР.

## Биография
Иван Петрович Лобанов родился 21 июля (2) августа 1891 года.
В 1918 году окончил вечернюю театральную студию ХПСРО Ф. Ф. Комиссаржевского в Москве. В 1919 году начал профессиональную деятельность. Работал в Опытно-героическом театре под руководством Бориса Фердинандова, в мастерских Мейерхольда, театре «Романеск».
С 1928 года и до конца жизни работал в Калининском драматическом театре (ныне Тверской областной академический театр драмы.
В 1941 году во время Великой Отечественной войны командовал отрядом народного ополчения, сформированного из работников театра.
Был депутатом Верховного Совета РСФСР (1951—1959), Калининского областного Совета депутатов трудящихся (1947—1955), председатель правления областного отделения ВТО (1953—1968).
Умер 12 апреля 1969 года, похоронен в Калинине (ныне Тверь) на Первомайском кладбище.

## Награды и премии
- Заслуженный артист РСФСР (21.11.1942).
- Народный артист РСФСР (20.12.1950).

## Работы в театре
- 1938 — «Человек с ружьем» Н. Погодина — Иван Щадрин
- 1942 — «Платон Кречет» А. Корнейчука — Платон Кречет
- 1951 — «Егор Булычёв и другие» М. Горького — Егор Булычёв
- 1954 — «Повесть о настоящем человеке» Б. Полевого — Воробьев
- 1961 — «Ленинградский проспект» И. Штока — Забродин
- «Бронепоезд 14-69» Вс. Иванова — Вершинин
- «Разлом» Б. Лавренева — Годун
- «Отелло» В. Шекспира — Отелло
- «За тех, кто в море!» Б. Лавренева — Харитонов
- «Мужество» Г. Березко — Рябинн
- «Макар Дубрава» А. Корнейчука — Макар Дубрава
- «Повесть о настоящем человеке» Т. Лондона по Полевому — Комиссар

## Фильмография
1. 1928 — Ледяной дом
2. 1956 — Своими руками — Глотов